# 38-я десантно-штурмовая бригада (Казахстан)
38-я десантно-штурмовая бригада специального назначения имени Раимбек-батыра (она же «Казбриг», в/ч 61993) — бригада Десантно-штурмовых войск Республики Казахстан; размещена в Алматы. По совместительству представляет собой также и миротворческую бригаду «Казбриг» («КазБриг»): образованные прежде миротворческие подразделения под этим наименованием влились в ряды 38-й бригады в 2007 году.

## История

### Предшественник бригады в ВС РК

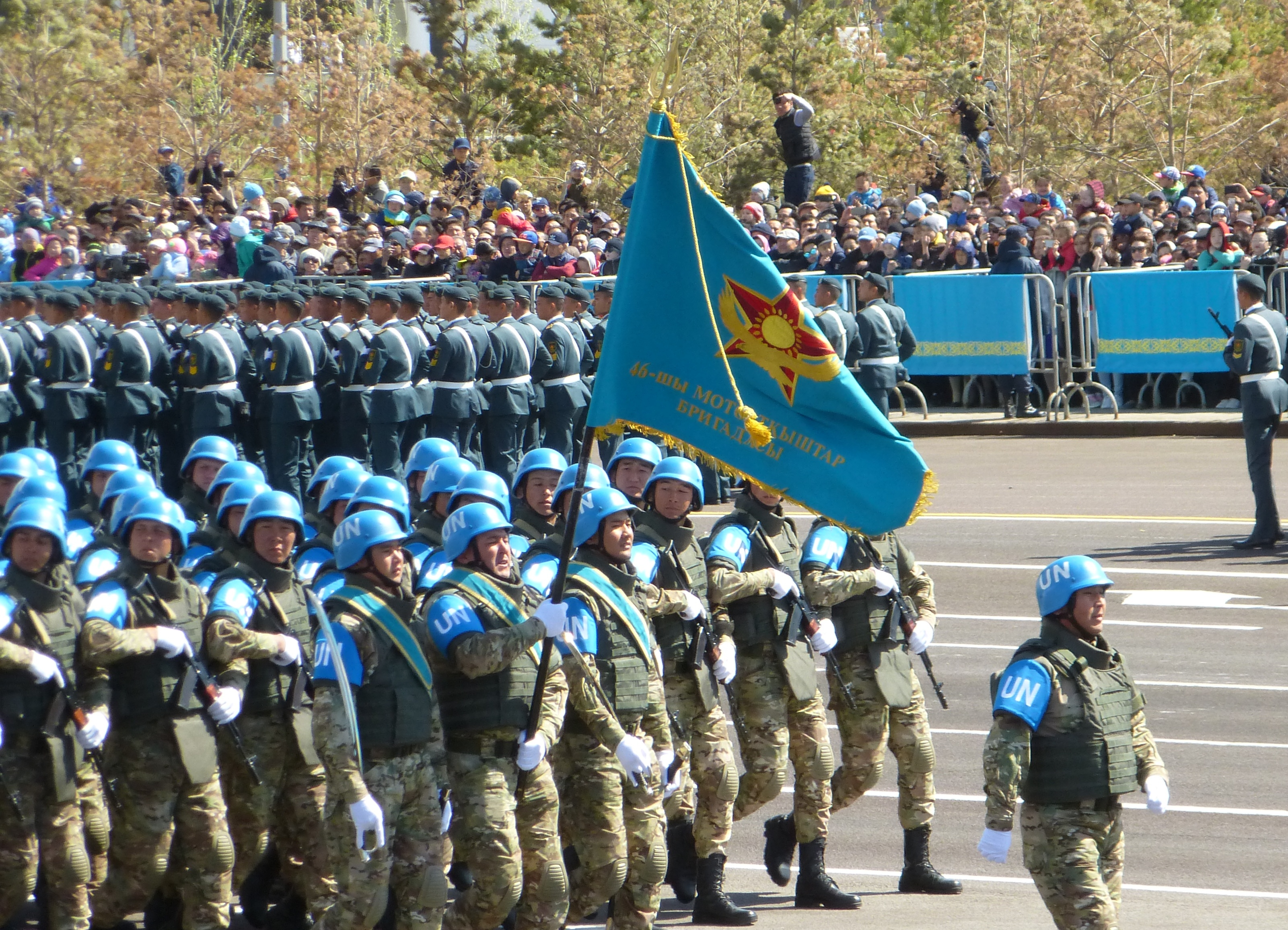
Парадная коробка 38-й отдельной десантно-штурмовой бригады («Казбриг») с боевым знаменем предшественника данного формирования — 46-й мотострелковой бригады. (46-ші мотоатқыштар бригадасы)
Астана. Май, 2017 год

Предшественником 38-й десантно-штурмовой бригады является 46-я отдельная мотострелковая бригада ВС Республики Казахстан, которая ранее представляла собой 385-й Алма-Атинский мотострелковый полк 68-й Сары-Озекской мотострелковой дивизии ВС СССР и ВС Республики Казахстан. В 2004 году эта бригада была преобразована в 38-ю отдельную мотострелковую бригаду аэромобильных войск.
В конце 1990-х годов в СМИ ошибочно называлась 1-й мотострелковой бригадой, поскольку это была первая воинская часть в ВС РК, в которой был проведён эксперимент в виде комплектования личного состава военными-контрактниками. Эксперимент оказался неудачным, поскольку многих бойцов отправляли туда в принудительном порядке: только после длительной работы военное ведомство обеспечило должное комплектование бригады военнослужащими-контрактниками и их соответствующее обучение (хотя срочники продолжили нести службу в бригаде на прежних условиях). 38-я мотострелковая бригада участвовала во внутренних казахстанских учениях «Или-2005», «Или-2006» и «Коктал-007» наряду с миротворческой бригадой «Казбриг», которая позже слилась с 38-й бригадой.

### Батальон как миротворческая часть
В 1995 году в Казахстане был образован миротворческий батальон ООН под названием «Центразбат». В 2000 году президент Казахстана Нурсултан Назарбаев подписал указ о создании казахстанского миротворческого батальона под названием «Казбат», который был образован для оказания помощи в предотвращении, разрешении и урегулировании международных споров и конфликтов. Он был включён в состав новых Аэромобильных сил ВС Республики Казахстан, которые были сформированы на базе 35-й отдельной гвардейской и 37-й десантно-штурмовых бригад.
В 2003 году «Казбат» в первый раз был задекларирован в системе резервного соглашения ООН. В 2003—2008 годах он нёс службу в Ираке в рамках операции «Свобода Ираку»: в частности, там находился инженерно-сапёрный отряд. В течение 5 лет состоялось 10 ротаций казахских миротворцев: бойцы занимались очисткой воды и уничтожением неразорвавшихся взрывоопасных предметов. Казахскими миротворцами было также подготовлено 10 отрядов иракских сил, которые были бы способны самостоятельно обеспечивать очистку воды. В 2005 году батальон вырос до бригады, получив наименование «Казбриг», но летом 2007 году снова был сокращён до батальона после череды скандалов в части.
Усилиями Министерства обороны Казахстана и командования Аэромобильных войск «Казбат» фактически был передислоцирован в расположение 38-й десантно-штурмовой бригады. На основе этой бригады в октябре 2007 года приказом Министерства обороны Республики Казахстан формально была образована миротворческая бригада под названием «Казбриг». Фактически же в 2008 году 38-й десантно-штурмовой бригаде полностью подчинили батальон «Казбат», который был переименован в «Казбат-1»:

### Миротворческая деятельность бригады
Бригада регулярно принимала участие в учениях «Степной орёл», которые с 2003 года проводятся Казахстаном, США и Великобританией. 27 апреля 2010 года в Алматы открылся Центр подготовки бригады «Казбриг», строительств которого было одной из целей пятилетнего плана военного сотрудничества между Республикой Казахстан и США по оказанию содействия в создании миротворческих сил.
В августе 2013 года в ходе состоявшихся учений батальон «Казбат-1» прошёл сертификацию, позволившую ему вместе с силами НАТО участвовать в операциях по поддержанию мира. В том же году на международных учениях ОДКБ «Нерушимое братство-2013» бригада «Казбриг» в ходе выполнения одной из операций впервые применила метод воздушного патрулирования (мобильного контрольно-пропускного пункта). В 2014 году бригада участвовала в учениях «Степной орёл» в Объединенном центре боевой готовности Армии США в Германии, куда личный состав прибыл на двух самолётах Airbus C-295. На 2015 год в миротворческих миссиях ООН участвовали 7 казахстанских военнослужащих (5 офицеров в Западной Сахаре и 2 офицера в Кот’Д-Ивуаре), находившиеся в странах в качестве военных наблюдателей.
Однако, несмотря на проведённые многочисленные учения, в ходе январских протестов 2022 года не поступало сообщений об активном участии состава 38-й десантно-штурмовой бригады в пресечении беспорядков: для восстановления порядка потребовались силы других стран ОДКБ.

## Структура и личный состав
Штаб бригады находится в Алматы. Прежде она по структуре соответствовала мотострелковому полку Сухопутных войск СССР, включая следующие части:
- два мотострелковых батальона
- танковый батальон
- артиллерийский дивизион
- зенитно-ракетная артиллерийская батарея

После череды преобразований миротворческая бригада включала в себя три батальона:
- Казбат-1 (часть миротворческих миссий ООН, Капшагай)
- Казбат-2 (часть миротворческих операций ОДКБ, Алматы)
- Казбат-3 (резерв, Алматы)

С марта 2018 года батальон «Казбат-1» является самостоятельным подразделением. Традиционно он насчитывал 550 офицеров и сержантов контрактной службы (три роты примерно по 170 человек каждая). Большинство офицеров батальона прошли обучение за границей и владеют английским языком. Батальон «Казбат-2» регулярно участвует в миротворческих операциях в рамках ОДКБ и учениях «Нерушимое братство». Он также укомплектован офицерами и сержантами сугубо контрактной службы.
В 38-й десантно-штурмовой бригаде служат мастера спорта и кандидаты в мастера спорта, а команды части регулярно участвуют в различных соревнованиях по гиревому спорту, стрельбе, боевым искусствам и т. д..

## Снаряжение
Из стрелкового оружия 38-я десантно-штурмовая бригада использует автоматы Калашникова современных модификаций, станковые противотанковые гранатомёты типа СПГ-9, снайперские винтовки, ножи разведчика, пулемёты Калашникова, крупнокалиберные пулемёты под патроны 14,5 мм, гранаты РГД-5 и другое оружие. Индивидуальная аптечка бойца десантно-штурмовой бригады включает ножницы, воздуховод, кровоостанавливающие жгут и губка, бинты для перевязки и таблетки для обеззараживания грязной воды.
На вооружении 38-й десантно-штурмовой бригады долгое время присутствовала бронетехника советской армии, а именно вооружение 385-го Алма-Атинского мотострелковго полка — БМП-2 и БТР-80 (мотострелковые батальоны), ЗСУ-23-4 «Шилка» (зенитный ракетный артиллерийский дивизион), Т-72 (танковый батальон) и САУ 2С1 «Гвоздика» (артиллерийский батальон). Позже на её вооружение поступили бронеавтомобили «Арлан» казахского производства и Hummer американского производства (в том числе санитарные автомобили Hummer). Также 38-я десантно-штурмовая бригада использует несколько видов полевой кухни: полевая автомобильная ПАК-200 и прицепные КП-125 и КП-130.
Батальон (позже бригада) «Казбриг-Казбат» был оснащён исключительно по стандартам НАТО — от транспортов HUMVEE в трёх вариантах до снаряжения солдата (каски, обувь, бронежилеты, форма, миноискатели и очки), однако стрелковое оружие было традиционным у миротворческих частей (автоматы АК и пулемёты ПКМ). Значительную часть снаряжения миротворцы получили от американцев в рамках сотрудничества — в частности, американцы передали им 101 единицу транспорта на колёсном ходу, разное оборудование по логистике, личной защите и связи. Миротворческий батальон «Казбат-1» был оснащён американскими бронемашинами «Хаммер», но его остальное вооружение и техника соответствовали принятым тогда стандартам Вооружённых сил Республики Казахстан.

## Командиры
Неполный список командиров 38-й бригады:
- полковник Виктор Николаевич Житник[1];
- полковник Бегимбет Калымбетович Тажибаев[12];
- подполковник Булат Султанович Дюсембаев[13] — до августа 2021;
- подполковник Данияр Маратович Караманов — август 2021 — до наст.времени[14][15].